# Thailändische Badmintonmeisterschaft 2019
Die Thailändische Badmintonmeisterschaft 2019 fand vom 2. bis zum 6. Oktober 2019 in Bangkok statt.

## Medaillengewinner
| Disziplin    | Gold                                           | Silber                                    | Bronze                                          |
| ------------ | ---------------------------------------------- | ----------------------------------------- | ----------------------------------------------- |
| Herreneinzel | Sitthikom Thammasin                            | Khosit Phetpradab                         | Chacharit Yaowanit                              |
| Herreneinzel | Sitthikom Thammasin                            | Khosit Phetpradab                         | Korakrit Laotrakul                              |
| Dameneinzel  | Busanan Ongbumrungpan                          | Supanida Katethong                        | Nuntakarn Aimsaard                              |
| Dameneinzel  | Busanan Ongbumrungpan                          | Supanida Katethong                        | Chananchida Jucharoen                           |
| Herrendoppel | Nipitphon Puangpuapech Tanupat Viriyangkura    | Tinn Isriyanet Kittinupong Kedren         | Nanthakarn Yordphaisong Ruttanapak Oupthong     |
| Herrendoppel | Nipitphon Puangpuapech Tanupat Viriyangkura    | Tinn Isriyanet Kittinupong Kedren         | Boonyakorn Thumpanichwong Tovannakasem Samatcha |
| Damendoppel  | Puttita Supajirakul Sapsiree Taerattanachai    | Jhenicha Sudjaipraparat Chasinee Korepap  | Suchanya Kanchanasaka Nannapas Sukklad          |
| Damendoppel  | Puttita Supajirakul Sapsiree Taerattanachai    | Jhenicha Sudjaipraparat Chasinee Korepap  | Chayanit Chaladchalam Phataimas Muenwong        |
| Mixed        | Dechapol Puavaranukroh Sapsiree Taerattanachai | Nipitphon Puangpuapech Savitree Amitrapai | Chaloempon Charoenkitamorn Chasinee Korepap     |
| Mixed        | Dechapol Puavaranukroh Sapsiree Taerattanachai | Nipitphon Puangpuapech Savitree Amitrapai | Kittipong Imnark Kittipak Dubthuk               |